# Nihonia circumstricta
Nihonia circumstricta é uma espécie de gastrópode do gênero Nihonia, pertencente a família Cochlespiridae.